# Таш капи
Скалната арка – светилище Таш капи (в превод от турски „каменна порта“) се намира в близост до река Мусомишка, в землището на с.Мусомища, (Община Гоце Делчев), върху добре изявен на терена скален хребет. В близкото минало на това място жителите на селото са чествали Гергьовден.

## Описание и особености
Култовото съоръжение представлява дълъг и тесен процеп между две скали, частично покрит отгоре. Арката е с ориентация изток – запад, като западният ѝ край излиза при реката. Култовото съоръжение е използвано от българо-мохамеданите от целия регион до към 1920-те години за лекуване на болести чрез провиране. Болните идвали рано сутрин, но и често преспивали на святото място, за да се проврат по изгрев, след което оставяли на място дрехи и монети.
Обредното провиране тук се осъществявало в посока от изток на запад (по подобие на ритуала изпълняван при арката на Поп Мичин камък при светилището Градище край с.Долно Дряново).
Според проф.Васил Марков е забележително името на сакрализирания обект – „Каменна порта“ и като се има предвид семантиката на обреда – по „влизането в отвъдния/подземния свят“, този топоним е особено показателен. Той може да се тълкува като врата към подземния свят, като основание за това и дава посоката на провиране – от изток на запад.
От хребета на който е разположен обекта започва пътека, която свързва мястото с тракийското светилище на Ляски връх, където традиционно на 22 май (9 май по стар стил) се чества денят на Свети Дух от жителите на селата Ляски, Копривлен и Мусомища. В началото на пътеката е разположен скален жертвеник, който местното население нарича „Духа стъпка“. Всъщност на място се наблюдава огромна човешка стъпка, вкопана в монолитната скала. Жертвеникът е почитан от местното население като свято място. Дъждовната вода събирана в стъпката се счита за лековита и традиционно идващите тук оставят цветя за благодарност. По-нагоре по същата пътека се стига и до скалния феномен „Ангелово ребро“ – формацията напомня част от гръден кош към който са прикрепени няколко ребра. Мястото също се счита за свещено от местното население. Оттук пътеката продължава през местността Въпата до Ляски връх.
Според проф. Васил Марков скалната арка Таш капи се оказва на трасето на един свещен път, свързващ позицията „долу“ с върха на космическата планина – символ на която, е Ляски връх. Марков отбелязва, че е забележителен фактът, че почти всички древни места в този район са оставили следа в традиционната народна култура на селата Мусомища и Старо Ляски. Марков разглежда култовото съоръжение Таш капи като част от един огромен сакрален комплекс, обхващащ цялото източно подножие на Ляски връх, което за пореден път в научните му изследвания показва, че обредните древнотракийски свети места са имали два основни центъра. Един в позиция „долу“ – свързан с подземния свят и смъртта, и един в позиция „горе“ – свързан с небесните селения и Слънцебога. Единството между култовите обекти разположени в източното подножие може да се разчете в свещения път, по който вървят поклонниците от Мусомища към Ляски връх на Духов ден, за да почетат свещените места по пътя. Проф. Марков разглежда като много близка в структурно отношение до Таш капи скална арка при светилището Кара кая край река Вищерица в Западните Родопи.